# Nationaal park Divjakë-Karavasta

Nationaal park Divjakë-Karavasta (Albanees: Parku Kombëtar Divjakë-Karavasta) is een nationaal park in Albanië. Het park werd opgericht in 2007 en beslaat  222,3 vierkante kilometer.  Het landschap bestaat uit dennenbos, zanderige eilandjes en de Karavastalagune, de grootste lagune van Albanië die van de Adriatische Zee wordt gescheiden door een strook zand. In het park leeft 5% van de totale Europese populatie kroeskoppelikaan. De Karavastalagune valt onder de Conventie van Ramsar.